# Aleiphaquilon eburneum
Aleiphaquilon eburneum är en skalbaggsart som beskrevs av Jose R.M. Mermudes och Monné 1999. Aleiphaquilon eburneum ingår i släktet Aleiphaquilon och familjen långhorningar. Inga underarter finns listade i Catalogue of Life.